# Eurypterus remipes
O Eurypterus remipes é uma espécie de euriptéridos do gênero Eurypterus.